# David McNamee (football)
Pour les articles homonymes, voir David McNamee et McNamee.
David McNamee est un footballeur écossais, né le 10 octobre 1980 à Glasgow en Écosse. Il évolue comme arrière droit.

## Carrière
- 1997-1999 :  Saint Mirren
- 1999-2002 :  Blackburn Rovers
- 2002-2006 :  Livingston
- 2006-2008 :  Coventry City
- 2008-2010 :  Plymouth Argyle
- 2010-2011 :  Aberdeen[1],[2],[3]

## Palmarès
Livingston
- Coupe de la Ligue
  - Vainqueur (1) : 2004